# Новояковлевский сельский совет (Ореховский район)
Новояковлевский сельский совет (укр. Новояковлівська сільська рада) — входит в состав
Ореховского района
Запорожской области
Украины.
Административный центр сельского совета находится в 
с. Новояковлевка.

## История
- 1921 — дата образования.

## Населённые пункты совета
- с. Новояковлевка
- с. Запасное
- с. Магдалиновка
- с. Новобойковское